# Diadegma pulchripes
Diadegma pulchripes är en stekelart som först beskrevs av Kokujev 1915.  Diadegma pulchripes ingår i släktet Diadegma och familjen brokparasitsteklar. Inga underarter finns listade i Catalogue of Life.